# Kanári-szigeteki labdarúgó-válogatott
A kanári labdarúgó-válogatott Spanyolország legdélibb autonóm közösségének csapata. Nem tagja se a nemzetközi (FIFA), se az európai (UEFA), se bármilyen egyéb nemzetközi labdarúgó-szövetségnek. A tartomány labdarúgócsapatát kizárólag barátságos mérkőzésekre válogatják össze. A játékosokat főként a szigetek két híres klubja, az UD Las Palmas és a CD Tenerife adja, bár több neves, a Kanári-szigeteken született játékossal találkozhatunk a spanyol labdarúgó-bajnokságban is olyan patinás klubokban, mint a Deportivo La Coruña, a Villarreal CF, avagy a Sevilla FC.
Az autonóm közösség barátságos labdarúgó-mérkőzéseit a Kanári-szigeteki Labdarúgó-szövetség (spanyolul: Federación Canaria de Fútbol) szervezi. Első mérkőzésüket Venezuela ellen játszották 1998. február 8-án, és sima 5-1-gyel megnyerték. Azóta legyőzték a lett és az angolai válogatottat is.
A mérkőzések szervezésének legégetőbb problémája nem a játékosok összehívása, hanem a helyszín megválasztása. A két tartományra osztott turistaparadicsomban a labdarúgásnak is két bázisa van: a Tenerife és az Las Palmas rajongói, így elkerülhetetlen összevitatkoznak azon, hogy a Tenerifén az Estadio Heliodoro Rodríguez López vagy Las Palmason az Estadio Gran Canaria stadion adjon-e otthont a kanárik hazai mérkőzésének.

## Mérkőzéseik
A „kanárik” 1996 óta öt nemzetközi mérkőzést játszottak. Ebből hármat megnyertek, egy döntetlent értek el (Jugoszlávia ellen), és mindössze egyszer kaptak ki, Venezuelától. Gólarányuk is egyedülálló: 10 gólt lőttek és csak 5-öt kaptak.
| Időpont            | Hazai csapat    | Vendég csapat |       |
| ------------------ | --------------- | ------------- | ----- |
| 2007. december 29. | Kanári-szigetek | Angola        | 2 - 0 |
| 2002. május 17.    | Kanári-szigetek | Venezuela     | 0 - 2 |
| 1999. december 21. | Kanári-szigetek | Jugoszlávia   | 2 - 2 |
| 1998. december 22. | Kanári-szigetek | Lettország    | 4 - 0 |
| 1996. február 6.   | Kanári-szigetek | Venezuela     | 5 - 1 |

## A 2007-es keret
2007. december 28-án, az Angolai labdarúgó-válogatott elleni barátságos mérkőzésre meghívott labdarúgók listája:
| Szám | Poszt | Név                                   | Születési dátum (Kor) | Vál. | Klub                     |
| ---- | ----- | ------------------------------------- | --------------------- | ---- | ------------------------ |
|      | K     | García Orlando Quintana               | 1978. március 25.     |      | Mérida UD                |
|      | K     | Moisés Trujillo                       |                       |      | CD Raqui San Isidro      |
|      | K     | Santiago Lampón Perreira              | 1972. október 17.     |      | Universidad Las Palmas   |
|      | K     | Fabricio Agosto Ramírez               | 1987. december 31.    |      | Deportivo de La Coruña   |
|      | V     | Ángel David López Ruano               | 1981. március 10.     |      | Villarreal CF            |
|      | V     | Manuel Pablo García Díaz              | 1976. január 26.      |      | Deportivo de La Coruña   |
|      | V     | José Alejandro "Alexis" Suárez Martín | 1974. március 6.      |      | Real Valladolid CF       |
|      | V     | Aythami Artiles Oliva                 | 1986. április 2.      |      | Deportivo de La Coruña   |
|      | V     | David García Santana                  | 1982. február 25.     |      | UD Las Palmas            |
|      | V     | Pablo Sicilia Roig                    | 1981. szeptember 10.  |      | CD Tenerife              |
|      | V     | Juan "Juanma" Monzón                  | 1982. február 18.     |      | UD Las Palmas            |
|      | V     | Ayoze Díaz Díaz                       | 1982. május 25.       |      | Racing de Santander      |
|      | KP    | Carmelo González Jiménez              | 1983. július 9.       |      | CD Numancia              |
|      | KP    | Nauzet Alemán Viera                   | 1985. február 25.     |      | UD Las Palmas            |
|      | KP    | David González Borges                 | 1981. augusztus 25.   |      | UD Las Palmas            |
|      | KP    | Jorge Larena Avellaneda Roig          | 1981. szeptember 29.  |      | Celta de Vigo            |
|      | KP    | Carlos "Sandro" Fumero                | 1974. október 14.     |      | Málaga CF                |
|      | KP    | Ricardo León Brito                    | 1983. február 8.      |      | CD Tenerife              |
|      | KP    | Vitolo Añino Bermúdez                 | 1983. szeptember 9.   |      | Celta de Vigo            |
|      | KP    | Julio González Hormiga                | 1985. március 30.     |      | CD Tenerife              |
|      | KP    | David Josué Jiménez Silva             | 1986. január 8.       |      | Valencia CF              |
|      | KP    | Jonathan Sesma González               | 1978. november 14.    |      | Real Valladolid CF       |
|      | KP    | Iriome González González              | 1987. június 26.      |      | CD Tenerife              |
|      | KP    | Pedro Vega Rodriguez                  | 1979. július 19.      |      | Club Polideportivo Ejido |
|      | KP    | Jerónimo "Momo" Figueroa              | 1982. július 15.      |      | Xerez CD                 |
|      | KP    | Adrián Martín Cardona                 | 1982. október 10.     |      | Xerez CD                 |
|      | KP    | Ayoze García Pérez                    | 1975. november 22.    |      | CD Tenerife              |
|      | CS    | Braulio Nóbrega Rodríguez             | 1985. szeptember 18.  |      | Getafe CF                |
|      | CS    | Cristo Marrero Henríquez              | 1978. november 10.    |      | CD Tenerife              |
|      | CS    | Rubén Castro Martín                   | 1981. június 27.      |      | Deportivo de La Coruña   |
|      | CS    | Antonio Guayre Perdomo                | 1980. október 3.      |      | Celta de Vigo            |
|      | CS    | Ignacio Díaz Casanova Montenegro      | 1987. február 4.      |      | UD Las Palmas            |

## Külső hivatkozások
- A Kanári-szigeteki Labdarúgó-szövetség honlapja (spanyolul)
- The Roon BA (angolul)
- CanariasBlog (spanyolul)